# Fanciulla di Vagli
La Fanciulla di Vagli   (en français : La Jeune Fille de Vagli  est une découverte anthropologique trouvée en octobre 2008 près du cimetière de Vagli di Sopra, dans la commune de Vagli Sotto, province de Lucques en Toscane,.

## Description
Il s'agit d'une sépulture contenant les restes d'une crémation. Les restes, ainsi que les objets funéraires de la « jeune fille », ont été placés dans une urne cinéraire. Les restes de la crémation font partie d'un monument funéraire ligure-apuan des premières décennies du IIe siècle av. J.-C. dans lequel, outre le tombeau en caisson, se trouvent divers objets funéraires. Il s’agit vraisemblablement d’une jeune fille âgée de douze à quatorze ans.

## Le monument funéraire et le tombeau

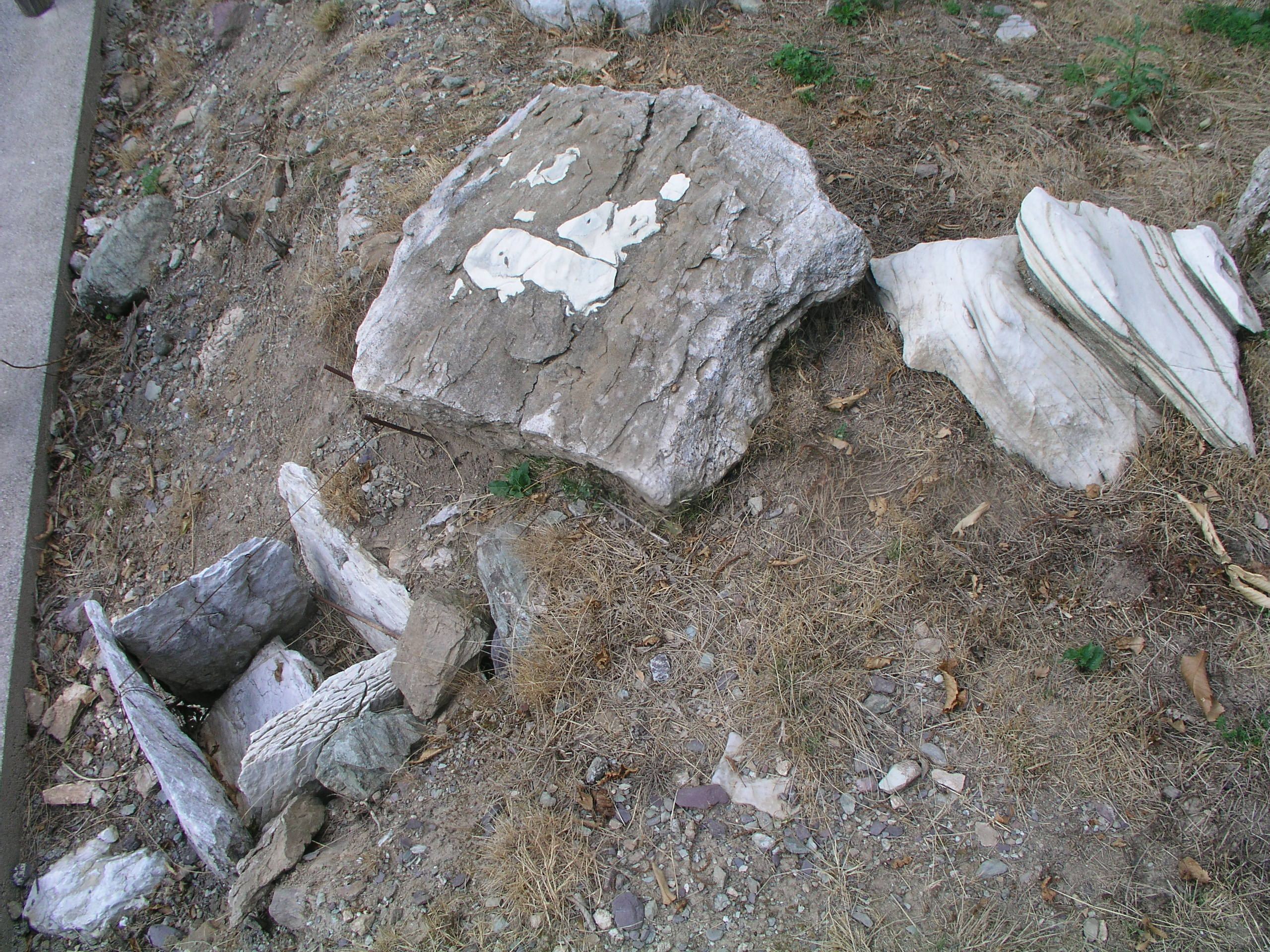
La boite lithique.

La boîte lithique trouvée fait partie de la typologie de la culture ligure-apuane : six dalles de marbre, dont quatre constituent les murs et les autres le fond et le couvercle. Dans le cas de Vagli, seules deux dalles ont été trouvées dans leur position d'origine, celles des côtés Est et Nord. Celle du côté Ouest était tombée et a été retrouvée en deux morceaux ainsi que la dalle du bas. Les deux autres ont totalement disparu, probablement retirées avant la découverte. Le matériau utilisé est le marbre disponible dans la région.
La sépulture est reliée à une structure ellipsoïdale de pierres fixées (orthostates) dans le sol. Bien que d'autres soient connus, c'est la première fois qu'il est possible de réaliser une enquête archéologique sur une structure de ce type dans la Garfagnana. 

## Le contenu cinéraire
Les restes de la crémation étaient placés dans une olla globulaire d'argile purifiée (couleur havane) décorée de bandes rouges parallèles et réalisée au tour de potier. Dans la vie de tous les jours, cet objet avait une utilité alimentaire.
Pour recouvrir l'olla, une coupe peinte en noir avec un pied en anneau et un bassin hémisphérique a été placée. La coupe, sans anses, provient de manufactures du nord de l'Étrurie.
La tradition ligure-apuane implique dans la plupart des cas l'utilisation d'une olla comme urne cinéraire, de forme à la fois globulaire et, plus rarement, ovoïde. En association avec cela, un vase de forme ouverte avec une fonction couvrante.